# Mörttjärnen (Grums socken, Värmland)
Mörttjärnen är en sjö i Grums kommun i Värmland och ingår i Göta älvs huvudavrinningsområde.